# Liste des députés de la Communauté germanophone de Belgique (2004-2009)
Pour les articles homonymes, voir Liste des députés de la Communauté germanophone de Belgique.
La liste des députés pour la législature 2004-2009 au Parlement de la Communauté germanophone de Belgique se compose comme suit.

## Membres élus directement
1. René Chaineux (CSP)
2. Bernard Collas (PFF)
3. Patricia Creutz-Vilvoye (CSP)
4. Emil Dannemark (PFF)
5. Monika Dethier-Neumann (ECOLO) (avant 19.01.2009: mandataire avec voix consultative)
6. Eliane Dujardin (CSP)
7. Alfred Evers (PFF)
8. Erwin  Franzen (CSP)
9. Lambert Jaegers (ECOLO)
10. Elmar Keutgen (CSP)
11. Erwin Klinkenberg (SP)
12. Hans-Dieter Laschet (PFF)
13. Joseph Maraite (CSP)
14. Ernst Meyer (VIVANT)
15. Josef Meyer (VIVANT)
16. Patrick Meyer (CSP)
17. Gerhard Palm (PJU-PDB)
18. Dieter Pankert (PJU-PDB)
19. Nina Reip (PJU-PDB)
20. Ferdel Schröder (PFF)
21. Charles Servaty (SP)
22. Louis Siquet (SP) (président du Parlement)
23. Resi Stoffels (SP)
24. Marcel Strougmayer (SP)
25. Gabriele Thiemann-Heinen (CSP)

## Mandataires avec voix consultative
- Pascal Arimont (CSP) (depuis 2006)
- Joseph Barth (SP)
- Karl-Heinz Braun (ECOLO) (depuis 2006)
- Herbert Grommes (CSP)
- Mathieu Grosch (CSP)
- Kattrin Jadin (PFF) (depuis 2006)
- Heinz Keul (PFF)
- Balduin Lux (PFF)
- Anne Marenne-Loiseau (CSP) (depuis 2006)
- Edmund Stoffels (SP)